# Commissione parlamentare di inchiesta sul femminicidio, nonché su ogni forma di violenza di genere
La Commissione parlamentare d'inchiesta sul femminicidio, nonché su ogni forma di violenza di genere, meglio nota come Commissione femminicidio, è una Commissione della durata di un anno, istituita nel 2017 (Delibera istitutiva del Senato della Repubblica 18/01/2017, pubblicata nella G.U. n. 20 del 25/01/2017 Delibera del Senato). La seconda Commissione viene istituita con la Delibera del Senato della Repubblica 16/10/2018, pubblicata nella G.U. n. 249 del 25/10/2018. Lo scopo della Commissione è quella di svolgere indagini sulla reale dimensione del fenomeno del femminicidio e su di ogni forma di violenza di genere in Italia. La commissione si riunisce a Roma a Palazzo Giustiniani. 

## Origini
La Commissione nasce dopo avere approvato in Italia la Convenzione di Istanbul e la cosiddetta Legge sul femminicidio (119/2013), emanato il Piano nazionale contro la violenza di genere e dopo ricerche sul fenomeno della violenza di genere in particolare da parte dell'ISTAT.L'iniziativa è volta a capire il reale fenomeno della violenza sulle donne in Italia, le cause e le possibili pratiche e politiche di contrasto al fenomeno.

## Le attività
La prima Commissione ha lavorato da maggio a dicembre 2017, siamo nella XVII Legislatura, e in breve tempo ha svolto 37 audizioni di ministri/e, esperte/i sul fenomeno, docenti universitari ambosessi, associazioni di donne, giudici, esponenti di Enti Locali, associazioni di avvocate/i, mass media, personalità delle Forze dell’Ordine, ecc. da aprile fino a dicembre 2017. Ha udito complessivamente 67 persone. 
Ha svolto indagini nelle procure, tribunali e corti d’appello per raccogliere dati sul fenomeno, nei Centri antiviolenza e in seguito ha pubblicato il report finale di oltre 400 pagine disponibile online sul sito del Senato, presentato nella seduta del Senato il 6 febbraio 2018 dalla Presidente Francesca Puglisi.
La seconda Commissione istituita dalla XVIII Legistrazione, ha nominato come Presidente Valeria Valente, attiva dal 23 marzo 2018, ha 20 componenti.
La commissione ha esaminato 100 mila pagine di fascicoli (2000 fascicoli), svolto 200 audizioni, effettuato 117 sedute e 58 uffici presidenza. Sono state approvate 13 relazioni e promossa legge sulle statistiche di genere. L'attività della seconda Commissione termina il 24 novembre 2022. 
Ha pubblicato le seguenti Relazioni:
- 4 agosto 2020: Doc XXII bis n. 3 - Relazione sulla Governance dei servizi antiviolenza e sul finanziamento dei centri antiviolenza e delle case rifugio
- 13 luglio 2020: Doc XXII bis n. 2 - Relazione sui dati riguardanti la violenza di genere e domestica nel periodo di applicazione delle misure di contenimento per l'emergenza da COVID-19
- 6 aprile 2020: Doc XXII bis n. 1 - Relazione su "Misure per rispondere alle problematiche delle donne vittime di violenza dei centri antiviolenza, delle case rifugio e degli sportelli antiviolenza e antitratta nella situazione di emergenza epidemiologica da COVID-19"
- 17 giugno 2021: delibera il Rapporto sulla violenza di genere e domestica nella realtà giudiziaria, importante inchiesta su femminicidio e violenza contro le donne all'interno delle realtà giudiziarie. Elaborato da Maria Monteleone, Linda Laura Sabbadini e Marina Musci.
- 11 novembre 2021: approva la Relazione su "La risposta giudiziaria ai femminicidi in Italia. Analisi delle indagini e delle sentenze. Il biennio 2017-2018" elaborato da [[Paola Di Nicola]], magistrata e coordinatrice del Gruppo; Maria Monteleone e Fabio Roia, magistrati; Fabrizia Castagna, Antonella Faieta, Teresa Manente e Maria (Milli) Virgilio, avvocate; Linda Laura Sabbadini, Marina Musci e Matteo Bohm, statistici.

La  terza commissione istituita il 9 febbraio 2023, L. 12, è diventata per la prima volta bicamerale, ha 36 componenti.

## Presidenti
| N° | Presidente | Presidente | Presidente                | Partito             | Mandato         | Mandato         | Legislatura  |
| N° | Presidente | Presidente | Presidente                | Partito             | Inizio          | Fine            | Legislatura  |
| -- | ---------- | ---------- | ------------------------- | ------------------- | --------------- | --------------- | ------------ |
| 1  |            |            | Francesca Puglisi (1969–) | Partito Democratico | 19 aprile 2017  | 22 marzo 2018   | XVII (2013)  |
| 2  |            |            | Valeria Valente (1976–)   | Partito Democratico | 7 febbraio 2019 | 12 ottobre 2022 | XVIII (2018) |
| 3  |            |            | Martina Semenzato (1973–) | Coraggio Italia     | 26 luglio 2023  | In carica       | XIX (2022)   |